# Пономарёв, Михаил Николаевич
Михаил Николаевич Пономарёв (1 января 1954, Сосновка, Пензенская область — 13 марта 2021, Москва) — российский политик, представитель от представительного органа государственной власти Тюменской области в Совете Федерации ФС РФ (2016—2021), Заместитель председателя Комитета Совета Федерации по экономической политике.

## Биография
Михаил Пономарёв родился 1 января 1954 года в селе Сосновка Башмаковского района Пензенской области. Получил специальность штурмана в Кировоградском летно-штурманском училище. Начал трудовую деятельность в 1977 году штурманом самолёта АН-24.
Позже получил три диплома о высшем образовании:
- Академия гражданской авиации (1991), по специальности «инженер-штурман»;
- Академия народного хозяйства при правительстве РФ (1995), по специальности «государственное управление»;
- Столичный гуманитарный институт (1998), по специальности «юрист».

С 1994 по 1996 год занимал должность заместителя главы администрации Ямало-Ненецкого автономного округа. Затем назначен вице-губернатором Ямало-Ненецкого АО.
В 2000 году Михаила Пономарёва избрали на пост заместителя полномочного представителя президента России в Уральском федеральном округе. Впоследствии занял должность заместителя Министра регионального развития РФ. Работал в должности советника председателя Совета директоров ОАО «Западно-Сибирский коммерческий банк».
В 2007 году победил на выборах в депутаты Тюменской областной Думы.
С 2009 по 2010 год работал заместителем директора департамента Управления делами правительства РФ.
В декабре 2010 года вернулся в Тюменскую область. Был советником председателя совета директоров Запсибкомбанка по взаимодействию с органами управления государственной власти, с 2011 года — членом совета директоров банка.
4 декабря 2011 года был избран депутатом Тюменской областной Думы V созыва, а в 2016 году переизбран в новый состав Думы.
Представительным органом власти Тюменской области Михаил Пономарёв делегирован в Совет Федерации. Наделен полномочиями с 6 октября 2016 года. Заместитель председателя Комитета Совета Федерации по экономической политике.
Член правления Башмаковского землячества (Пензенская область).
Скончался 13 марта 2021 года в Москве на 68-м году жизни от остановки сердца. Был похоронен 16 марта на кладбище в селе Колычево г.о. Домодедово, Московской области.

## Награды
Действительный государственный советник РФ II класса.
Награждён:
- Орденом Дружбы (1997);
- Орденом Почёта (2018).

Почётный гражданин Башмаковского района (2003).